# Plasa Vinga, județul Timiș-Torontal
Plasa Vinga din județul Timiș-Torontal a fost o unitate administrativă din cadrul județul Timiș-Torontal.

## Istoric
Reședință de plasă era localitatea omonimă, comuna Vinga, astăzi oraș din județul actual Arad.

## Organizare
Teritoriul județului era împărțit inițial în zece plăși, iar ulterior în treisprezece plăși:
1. Plasa Buziaș, reședință Buziaș (cu 25 de comune),
2. Plasa Centrală, reședință Timișoara (cu 23 de comune),
3. Plasa Ciacova, reședință Ciacova (cu 17 comune),
4. Plasa Deta, reședință Deta (cu 16 comune),
5. Plasa Jimbolia, reședință Jimbolia (cu 10 comune),
6. Plasa Lipova, reședință Lipova (cu 27 de comune),
7. Plasa Periam, reședință Periam (cu 17 comune),
8. Plasa Recaș, reședință Recaș (cu 29 de comune),
9. Plasa Sânnicolau Mare, reședință Sânnicolau Mare (cu 13 comune),
10. Plasa Vinga, reședință Vinga (cu 18 comune), respectiv
11. Plasa Comloș, reședință Comloșu Mare (cu 9 comune, înființată ulterior),
12. Plasa Gătaia, reședință Gătaia (cu 17 comune, înființată ulterior) și
13. Plasa Giulvăz, reședință Giulvăz (cu 16 comune, înființată ulterior).

## Populație
Conform datelor recensământului din 1930 populația județului era de 499.443 de locuitori, dintre care 37,6% români, 34,9% germani, 15,4% maghiari, 5,8% sârbi și croați ș.a. Din punct de vedere confesional majoritatea locuitorilor erau romano-catolici (48,6%), urmați de ortodocși (41,1%), greco-catolici (2,8%), reformați (2,5%) ș.a.

### Mediul urban
În anul 1930 populația urbană a județului (municipiul Timișoara și orașul Lipova) era de 97.580 locuitori.